# Mercedes-AMG
Pour les articles homonymes, voir AMG.
Mercedes-AMG est un préparateur allemand de voitures du constructeur Mercedes-Benz. Devenu une filiale de la marque depuis 1999, c'est le seul constructeur au monde à proposer plus de quinze modèles de plus de 500 chevaux et certains modèles dépassent les 600 chevaux.
AMG a « revisité » la quasi-totalité des modèles Mercedes-Benz afin d'en augmenter les performances.
L'entreprise s'appuie sur la tradition du « un homme, un moteur » signifiant que le mécanicien qui a assemblé un moteur du début à la fin appose sa griffe sur son travail et en assume ainsi l'entière responsabilité. Selon AMG « seule une fabrication à la main garantit un niveau de précision, de performances et de fiabilité absolus ».
AMG fournit à la FIA les voitures de sécurité et voitures médicales pour le championnat du monde de Formule 1 et participe au championnat DTM allemand avec l'écurie HWA.

## Histoire
L'entreprise AMG est fondée en 1967 dans la ville de Burgstetten par un ingénieur de Mercedes-Benz, Hans-Werner Aufrecht et son partenaire financier Erhard Melcher. Le sigle « AMG » signifie Aufrecht Melcher Großaspach (Aspach étant la ville natale de Hans-Werner Aufrecht).

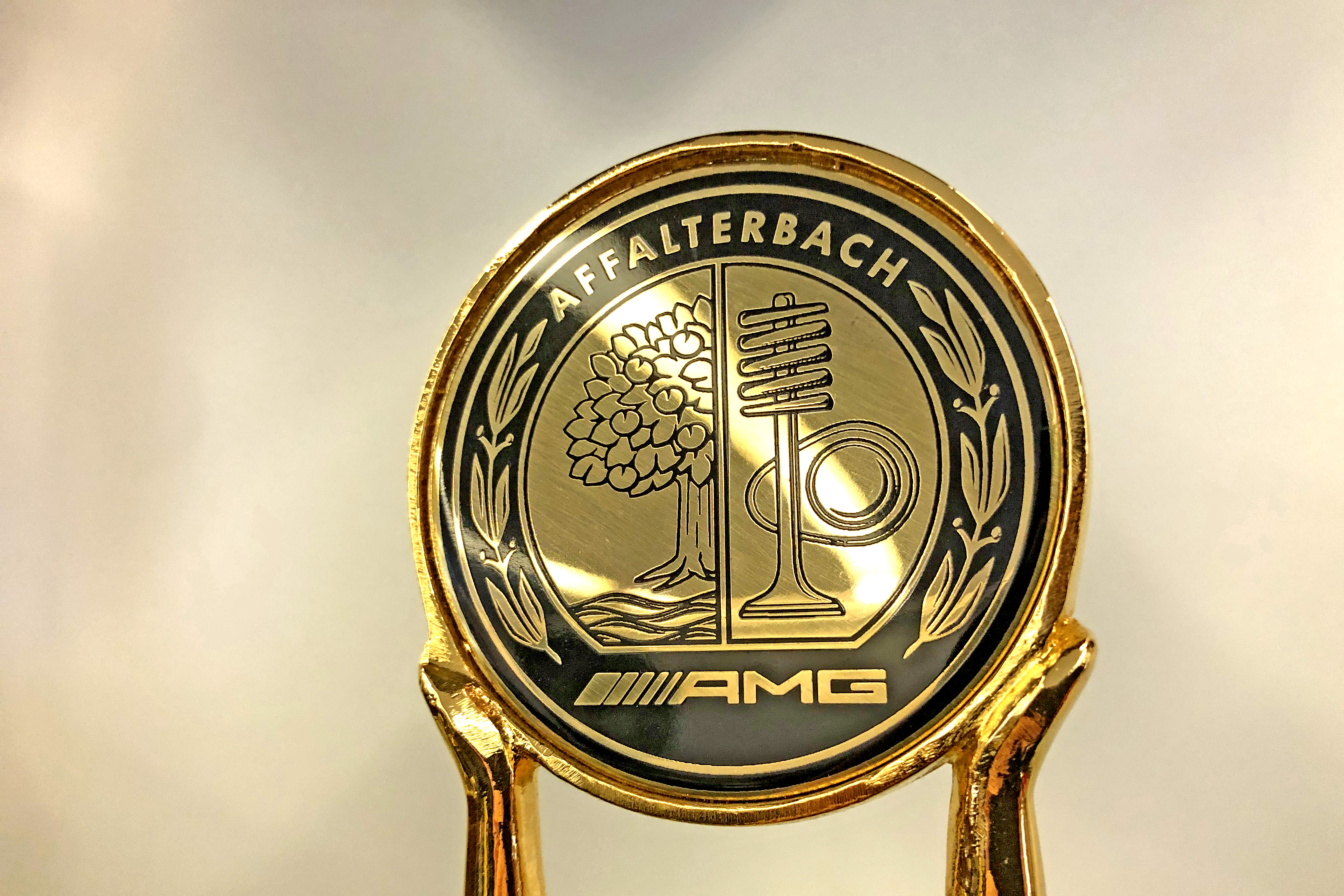
Logo Mercedes AMG Classique.

### Années 1970, 1980 et 1990
En 1971, AMG finit second à Spa-Francorchamps[réf. nécessaire] avec la célèbre Mercedes-Benz 300 SEL de 6,8 litres de cylindrée, une puissante berline qui les fait remarquer d'une riche clientèle internationale, ce qui leur permet d'engranger quelques commandes.
En 1973, AMG commence à proposer un kit spécial destiné à la Mercedes W114/W115 (surnommée /8). Agréé par Mercedes, ce kit lui assure une notoriété auprès du grand public. L'entreprise emploie alors 40 personnes.
En 1978, AMG s'installe sur le site d'Affalterbach.
À partir de 1988, AMG et Mercedes ont travaillé ensemble, mais sans réel contrat, sur des voitures pour le championnat allemand de voiture de tourisme. Cette collaboration fut fructueuse dès la première année avec six victoires en DTM, le championnat de tourisme allemand.
En 1990, est signé l'accord de partenariat commercial, et la première Mercedes-AMG de série sort en 1993, il s'agit de la Classe C 36 AMG (moteur de 6 cylindres en ligne 3,6 L, 280 ch, permettant le 0 à 100 km/h en 6,6 s et une vitesse maximum de 250 km/h).
En 1996, des investissements sont faits à Affalterbach qui devient une unité de production.
En 1997, les ventes se montent à 800 unités.
En 1999, Daimler-Chrysler fait l'acquisition de 51 % des parts de AMG. C'est aussi en 1999, que Hans-Werner Aufrecht crée une autre société, H.W.A. GmbH qui deviendra le département officiel de compétition de Mercedes-AMG.

### Années 2000 et 2010
En 2000, les ventes se montent à 11 500 unités.
En 2002, il y a eu une tentative d'adapter la technologie des moteurs diesel sur une C30, mais qui restera sans suite.
En 2004, les ventes se montent à 20 000 unités, les États-Unis représentent 45 % des ventes contre 12 % pour l'Allemagne.
En 2005, Daimler-Chrysler devient l'entier propriétaire d'AMG.
En 2006, AMG employait 700 personnes sur son site Affalterbach.
En 2006-2007, AMG crée deux séries spécifiques ; Black Series, des modèles AMG de route ayant une préparation plus spécifique, et Signature Series, qui a assemblé pour l'instant les CLK DTM AMG.
En 2009, AMG présente la SLS AMG.
En 2013, AMG propose A 45, le premier modèle de production de la classe A, et S-Models, qui sont des versions plus poussées.
En 2014, AMG présente la Mercedes-AMG GT, puis en 2018, la Mercedes-AMG GT 4 portes et en 2021, AMG lance la Mercedes-AMG SL.

### Années 2020
Le 19 mai 2022, AMG présente un concept car annonçant la deuxième voiture électrique du préparateur allemand, après la SLS Electric Drive.

## Modèles

### Modèles AMG actuels

#### Modèles commercialisés
Cette liste comprend tous les véhicules neufs de la marque pouvant être acquis par des particuliers.
| Classes                    | Types                 | Modèles | Années                                     | Notes | Images |
| Classe A                   | Type W176 Type W177   | A 35 AMGA 45 AMG A 45 S AMG 4MATIC+ | 2012 - 2015 2019 - ...                     | Berline sportive compacte 5 portes - Possède 2 motorisations différentes en essence. Troisième et quatrième génération de la Classe A - Succède aux AMG Types 168.                                                                                         |        |
| Classe CLA                 | Type C118 Type X118   | CLA 35 AMG 4MATIC CLA 45 AMG 4MATIC+ | 2019 - ...                                 | Berline sportive compacte Coupé et Shooting-Brake 4/5 portes - Basé sur la Classe A Type 177 - Possède 5 motorisations différentes en essence. Deuxième génération de la CLA AMG - Elle succède à la type 117.                                             |        |
| Classe GLA                 | Type H247             | | 2014 - 2015 2015 - ...                     | SUV sportif compact (crossover) 5 portes - Basé sur la Classe A Type 176 - Possède 2 motorisations différentes en essence. Première génération du GLA AMG - Il ne succède à aucun véhicule.                                                                |        |
| Classe C                   | Type W205 Type S205   | C 43 AMG 4MATIC C 63 AMG -s | 2014 - ...                                 | Berline et Break sportifs familiale 4/5 portes - Possède 3 motorisations différentes en essence. Quatrième génération de la C AMG - Succède aux AMG Types 204.                                                                                             |        |
| Classe C Coupé - Cabriolet | Type C205 Type A205   | C 43 AMG 4MATIC C 63 AMG -s | 2016 - ...                                 | Coupé/Cabriolet sportif familiale 2 portes - Basé sur la Classe C Type 205 - Disposent des mêmes motorisations que les versions Berline et Break. Troisième génération du coupé AMG, première du cabriolet AMG de la Classe C - Succède aux AMG Types 204. |        |
| Classe GLC                 | Type X253 Type C253   | GLC 43 AMG 4MATIC GLC 63 AMG 4MATIC GLC 63 AMG-s 4MATIC GLC 43 AMG 4MATIC (coupé) GLC 63 AMG 4MATIC (coupé) GLC 63 AMG-s 4MATIC (coupé) | 2016 - 2019 (phase 1) 2019 - ... (phase 2) | SUV sportif familiale et SUV coupé 5 portes - Basé sur la Classe C Type 205 - Possède deux motorisations différentes en essence. Première génération du GLC AMG - Succède aux anciens GLK AMG.                                                             |        |
| Classe SLC                 | Type R172             | SLC 43 AMG | 2016 - ...                                 | Roadster sportif Coupé/Cabriolet 2 portes - Basé sur la Classe C Type 205 - Possède une motorisation essence. Première génération de la SLC AMG - Succède aux anciennes SLK AMG.                                                                           |        |
| Classe E                   | Type W213 Type S213   | E 43 AMG E63 AMG -s 4MATIC | 2016 - ...                                 | Berline et break sportif routiers 4/5 portes - Possède 2 motorisations différentes en essence. Quatrième génération de la E AMG - Succède aux AMG Types 212.                                                                                               |        |
| Classe E Coupé - Cabriolet | Type C238 Type A238   | E53 AMG (hybride 48v) | 2019 -                                     | - |        |
| Classe GLE                 | Type W166 - Type C292 | GLE 43 AMG 4MATIC GLE 63 AMG 4MATIC GLE 63 AMG-s 4MATIC - GLE 63 AMG 4MATIC Coupé GLE 63 AMG-s 4MATIC Coupé                             | 2015 - ...                                 | SUV sportif routier et coupé 5 portes - Basé sur la Classe E Type 213 - Possède 3 motorisations différentes en essence. Première génération di GLE AMG - Succède aux anciens M/ML AMG.                                                                     |        |
| Classe CLS                 | Type C218 Type X218   | CLS 63 AMG CLS 63 AMG 4MATIC CLS 63 AMG-s 4MATIC                                                                                        | 2011 - fin 2018                            | Berline Coupé sportif et Shooting-Brake luxueux 4/5 portes - Basé sur les Classe E et S. Succède à l'AMG Type 219. |        |
| Classe S                   | Type W222 Type V222   | S 63 AMG S 63 AMG L S 63 AMG 4MATIC S 63 AMG 4MATIC L S 65 AMG L                                                                        | 2014 - ...                                 | Berline sportive et Limousine de prestige 4 portes - Possède 2 motorisations différentes en essence. Sixième génération de la S AMG - Succède aux AMG Types 221.                                                                                           |        |
| Classe S Coupé - Cabriolet | Type C217 Type A217   | S 63 AMG S 63 AMG 4MATIC S 63 AMG 4MATIC+ S 65 AMG                                                                                      | 2014 - ...                                 | Coupé/cabriolet sportif de prestige 2 portes - Basé sur la Classe S Type 222 - Possède deux motorisations différentes en essence. Première génération de la Classe S Coupé - Cabriolet - Succède aux anciennes CL AMG.                                     |        |
| Classe GLS                 | Type X166             | GLS 63 AMG GLS 63 AMG 4MATIC | 2016 - ...                                 | SUV sportif de prestige 5 portes - Basé sur la Classe S Type 222 - Possède une motorisation en essence. Première génération de la Classe GLS - Succède aux anciens GL AMG.                                                                                 |        |
| Classe SL                  | Type R231             | SL 63 AMG | 2012 - ...                                 | Roadster sportif Coupé/Cabriolet de prestige 2 portes - Possède deux motorisations différentes en essence. Septième génération de la Classe SL - Succède à l'AMG Type 230.                                                                                 |        |
| -                          | Type C190             | GT -s GT R GT C | 2014 - ...                                 | Voiture de sport de prestige 2 portes - Possède des motorisations différentes en essence. Succède à la SLS AMG. |        |
| Classe G                   | Type W463 Type C463   | G 63 AMG G 63 AMG² G 63 AMG 6X6 G 65 AMG                                                                                                |                                            | Véhicule sportif tout-terrain 3/5 portes - Possède ? motorisations en essence. Quatrième génération de la Classe G - Succède aux Types 462. |        |
| -                          | Type R50              | One | 2022 - ...                                 | Hypercar hybride 2 portes - Présentée lors du Salon de l'Automobile de 2017, sa production a débuté en août 2022 - Limitée à 275 exemplaires. |        |

#### Modèles non commercialisés
| Classes | Types | Modèles | Années | Notes | Images |
| -       | -     | -       | -      | -     | -      |

### ModèlesPerformance package
- A 45 AMG Performance package (2013) - 4 cylindres en ligne 2 L turbo - 360 ch - 0 à 100 km/h : 4.6 s - Vmax : 270 km/h* - BVA 7
- C 63 AMG Performance package - V8 6,2 L - 487 ch - 0 à 100 km/h : 4,4 s - Vmax : 250 km/h* - BVA 7
- E 63 AMG Performance package (2011) - V8 5,5 L biturbo - 557 ch - 0 à 100 km/h : 4,2 s - Vmax : 300 km/h* - BVA 7
- E 63 AMG Performance package (2016) - V8 4 L - 571 ch - 0 à 100 km/h : 3,5 s - Vmax : 300 km/h* (- BVA 9
- CLS 63 AMG Performance package (2010) - V8 5,5 L biturbo - 557 ch - 0 à 100 km/h : 4,3 s - Vmax : 280 km/h* - BVA 7
- SL 63 AMG Performance package (2012) - V8 6,2 L - 564 ch - 0 à 100 km/h : 4,2 s - Vmax : 300 km/h* - BVA 7
- ML 63 AMG Performance package (2011) - V8 5,5 L - 557 ch - 0 à 100 km/h : 4,7 s - Vmax : 250 km/h * - BVA 7
- S 63 AMG Performance package (2010) - V8 5,5 L biturbo - 571 ch - 0 à 100: 4,5 s - Vmax : 300 km/h* - BVA 7
- CL 63 AMG Performance package (2010) - V8 5,5 L biturbo - 571 ch - 0 à 100: 4,4 s - Vmax : 300 km/h* - BVA 7

### ModèlesS
- E 63 AMG S (2013) (4MATIC) - V8 5,5 L biturbo - 585 ch - 0 à 100 km/h : 3,6 s - Vmax : 250 km/h* - BVA 7
- E 63 AMG S (2016) - V8 4 L - 612 ch - 0 à 100 km/h : 3,4 s - Vmax : 250 km/h* (- BVA 9
- CLS 63 AMG S (2013) (4MATIC) - V8 5,5 L biturbo - 585 ch - 0 à 100 km/h : 3,6 s - Vmax : 250 km/h* - BVA 7
- C 63 AMG S (2014) - V8 4 L biturbo - 510 ch - 0 à 100 km/h : 4 s - Vmax : 250 km/h* ou 290 km/h** - BVA 7
  - C 63 AMG S Edition 1 (2015)
- GLC 63 AMG S (2018) - V8 4 L biturbo - 510 ch - 0 à 100: 3,8 s - Vmax 280 km/h - BV9
- GLE 63 AMG S (2015) - V8 5,5 L biturbo - 585 ch - 0 à 100: 4,2 s - Vmax : 280 km/h* - BVA 7
- AMG GT S (2014) - V8 4 L biturbo - 510 ch - 0 à 100 km/h : 3,8 s - Vmax : 310 km/h - BVA 7GT S (C190).

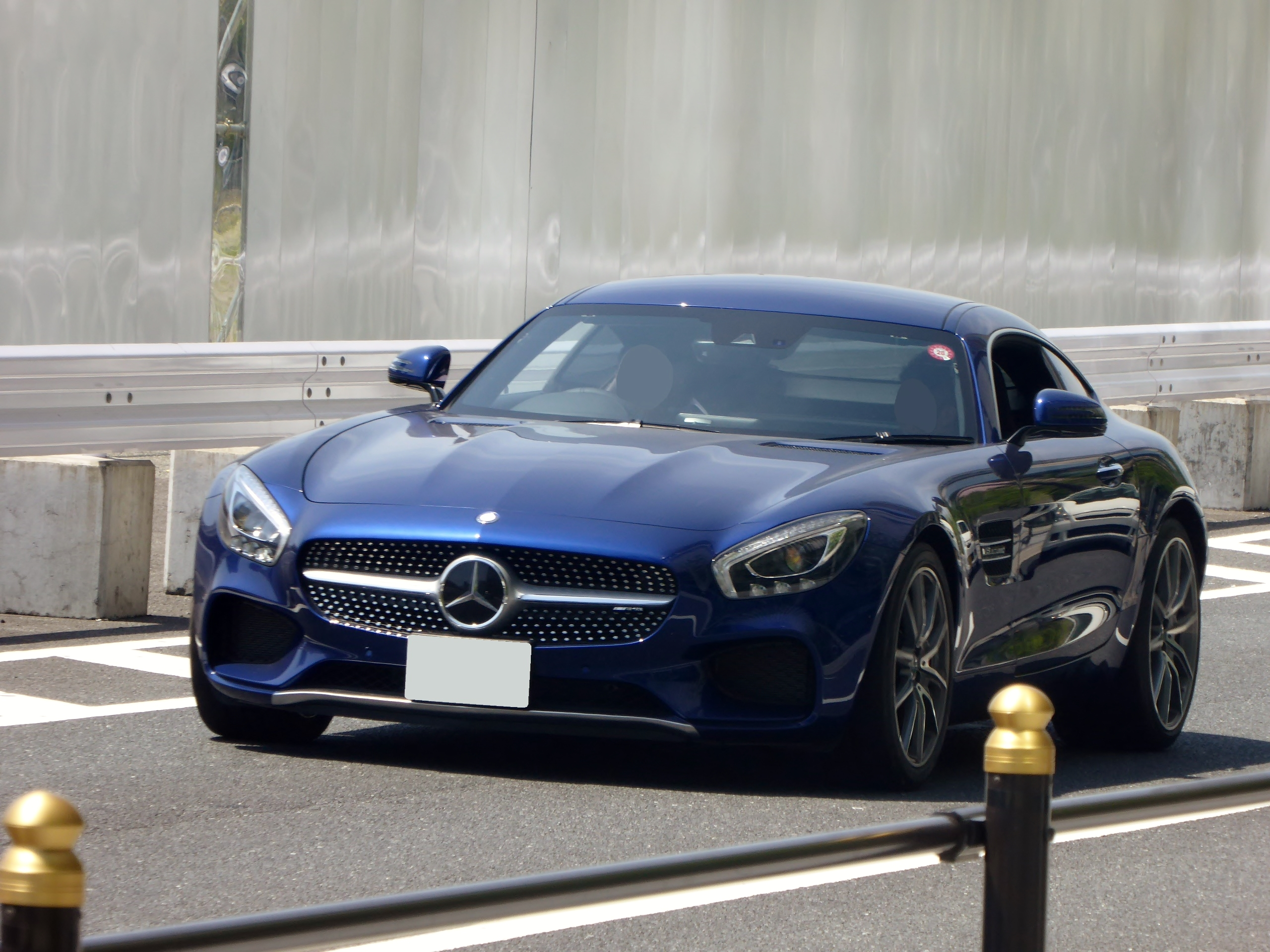
GT S (C190).

- A 45 S (2020) (4MATIC+) - 4 cylindres en ligne 2 L turbo - 421 ch - 0 à 100 km/h : 3.9s - Vmax : 250 km/h* - BVA 8

### ModèlesC
- AMG GT C (2017) - V8 4 L biturbo - 577 ch - 0 à 100 km/h : 3,6 s - Vmax : 318 km/h - BVA 7

### ModèlesR
- AMG GT R (2016) - V8 4 L biturbo - 585 ch - 0 à 100 km/h : 3,6 s - Vmax : 318 km/h - BVA 7

### ModèlesBlack Series
- SLK 55 AMG Black Series (2006, 120 exemplaires) - V8 5,4 L - 400 ch - 0 à 100 km/h : 4,4 s - Vmax : 280 km/h* - BVA 7
- CLK 63 AMG Black Series (2007, 700 exemplaires) - V8 6,2 L - 507 ch - 0 à 100 km/h : 4,3 s - Vmax : 300 km/h* - BVA 7
- SL 65 AMG Black Series (2008, 351 exemplaires) - V12 6 L biturbo - 670 ch - 0 à 100 km/h : 3,8 s - Vmax : 320 km/h* - BVA 5
- C 63 AMG Coupé Black Series (2012, 649 exemplaires avec seulement 11 en France) - V8 6,2 L - 517 ch - 0 à 100 km/h : 4,1 s - Vmax : 300 km/h* - BVA 7
- SLS AMG Black Series (2012 : Coupé, 425 exemplaires [8]) - V8 6,2 L - 631 ch - 0 à 100 km/h : 3,6 s - Vmax : 315 km/h* - BVA 7
- GT Black Series (2020 : Coupé, 1700 exemplaires [9]) - V8 4 L - 730 ch - 0 à 100 km/h : 3,2 s - Vmax : 325 km/h* - BVA 7

### ModèlesSignature Series(fabriqués par HWA AG)
- CLK DTM AMG (100 coupés, 100 cabriolets) - V8 5,4 L Kompressor - 582 ch - 0 à 100 km/h : 3,9 s - Vmax : 320 km/h* - BVA 5
- SLS AMG GT3
- SLS AMG GT3 45th Anniversary (2012, 5 exemplaires)

### Modèles AMG passés
- 300 SEL 6.8 AMG (1971) : V8 atmosphérique de 6,8 L
- 280E AMG (1980) : 6 cylindre en ligne 12v 2,7 L - 220 ch - 0 à 100 km/h : 8,0 s - Vmax : 220 km/h - BVA 4
- 500 SEC AMG (1983) : V8
- 190 E 3.2 AMG (02/1992) : 6 cylindre en ligne 12v 3,2 L - 234 ch - 0 à 100 km/h : 7,7 s - Vmax : 244 km/h - BVM 5 / BVA 4 - environ 400 exemplaires[10]

- A 45 AMG (2013) - 4-cylindres en ligne 2 L turbo - 360 ch - 0 à 100 km/h : 4,6 s - Vmax : 250 km/h* - BVA 7
  - A 45 AMG Edition 1
- CLA 45 AMG (2013) - 4-cylindres en ligne 2 L turbo - 360 ch - 0 à 100 km/h : 4,6 s - Vmax : 250 km/h* - BVA 7
  - CLA 45 AMG Racing Series
  - CLA 45 AMG Edition 1
- C 36 AMG (1993) - 6 cylindres en ligne 3,6 L - 280 ch - 0 à 100 km/h : 6,6 s - Vmax : 250 km/h* - BVA 4
- C 43 AMG (1997) - V8 4,3 L - 306 ch - 0 à 100 km/h : 6,3 s - Vmax : 250 km/h* - BVA 5
- C 55 AMG - V8 5,4 L - 349 ch - 0 à 100 km/h : 5,2 s - Vmax : 250 km/h* - BVA 5
- C 32 AMG (2001) - V6 Kompressor 3,2l - 354 ch - 0 à 100 km/h : 5,2 s - Vmax : 250 km/h* - BVA 5
- C 30 CDI AMG (2002) - 5 cylindres en ligne turbodiesel 3 L - 231 ch - 0 à 100 km/h : 6,7 s - Vmax : 250 km/h - BVA 5
- C 55 AMG - V8 5,4 L - 367 ch - 0 à 100 km/h : 5,2 s - Vmax : 250 km/h * - BVA 5
- C 63 AMG (2007 : Berline et break ; 2011 : Coupé) - V8 6,2 L - 457 ch - 0 à 100 km/h : 4,5 s - Vmax : 250 km/h* - BVA 7
  - C 63 AMG Concept 358 (2010)[11] - V8 6,2 L - 486 ch - 0 à 100 km/h : 4,4 s - Vmax : 280 km/h* - BVA 7
  - C 63 AMG DR520 (2010, 10 breaks et 10 coupés uniquement pour le Royaume-Uni) - V8 6,2 L - 520 ch - 0 à 100 km/h : 4,1 s (coupé) 4,2 s (break) - Vmax : 301 km/h* - BVA 7
  - C 63 AMG Affalterbach Edition (2011, 30 exemplaires uniquement pour le Canada) - V8 6,2 L - 481 ch - 0 à 100 km/h : 4,4 s - Vmax : 280 km/h* - BVA 7
  - C 63 AMG Edition 507 (2013 : Berline et break ; 2011 : Coupé) - V8 6,2 L - 507 ch - 0 à 100 km/h : 4,2 s - Vmax : 280 km/h* - BVA 7
- E 36 AMG (1993-1994) - 6 cylindres en ligne 3,6 L - 265 ch - 0 à 100 km/h : ?? s - Vmax : 250 km/h* - BVA 4
- E 36 AMG (1994-1996)- 6 cylindres en ligne 3,6 L - 272 ch - 0 à 100 km/h : ?? s - Vmax : ??km/h - BVA 4
- E 60 AMG (1993, 12 exemplaires) - V8 6 L - 381 ch - 0 à  100 km/h : 5,4 s - Vmax : 250 km/h * - BVA 5
- E 50 AMG (1996) - V8 5 L - 347 ch - 0 à  100 km/h : 6,1 s - Vmax : 250 km/h * - BVA 5
- E 55 AMG (disponible aussi en 4MATIC) - V8 5,4 L - 354 ch - 0 à 100 km/h : 5,4 s - Vmax : 250 km/h * - BVA 5
- E 55 AMG - V8 5,4 L Kompressor - 476 ch - 0 à 100 km/h : 4,7 s - Vmax : 250 km/h * - BVA 5
- E 63 AMG - V8 6,3 L - 514 ch - 0 à 100 km/h : 4,5 s - Vmax : 250 km/h * - BVA 7
- E 63 AMG (2011) - V8 5,5 L biturbo - 525 ch - 0 à 100 km/h : 4,3 s - Vmax : 250 km/h* - BVA 7
- CLK 55 AMG - V8 5,4 L - 347 ch - 0 à 100 km/h : 5,3 s - Vmax : 250 km/h * - BVA 5
- CLK 55 AMG - V8 5,4 L - 367 ch - 0 à 100 km/h : 5 s - Vmax : 250 km/h * - BVA 5
- CLK 63 AMG - V8 6,2 L - 481 ch - 0 à 100 km/h : 4,6 s - Vmax : 250 km/h* - BVA 7
- CLS 55 AMG - V8 5,4 L Kompressor - 476 ch - 0 à 100 km/h : 4,7 s - Vmax : 250 km/h * - BVA 5
  - CLS 55 AMG IWC Ingenieur (55 exemplaires) - V8 5,4 L Kompressor - 476 ch - 0 à 100 km/h : 4,7 s - Vmax : 250 km/h * - BVA 5
- CLS 63 AMG - V8 6,2 L - 514 ch - 0 à 100 km/h : 4,5 s - Vmax : 250 km/h * - BVA 7
- CLS 63 AMG (2010 : Coupé ; 2012 : Break) - V8 5,5 L biturbo - 525 ch - 0 à 100 km/h : 4,4 s - Vmax : 250 km/h* - BVA 7
- SLK 32 AMG (2001) - V6 Kompressor 3,2 L - 354 ch - 0 à 100 km/h : 5,2 s - Vmax : 250 km/h * - BVA 5 (4333 exemplaires)
- SLK 55 AMG - V8 5,4 L - 360 ch - 0 à 100 km/h : 4,9 s - Vmax : 250 km/h * - BVA 7
- SLK 55 AMG (2011) - V8 5,5 L - 422 ch - 0 à 100 km/h : 4,6 s - Vmax : 250 km/h* - BVA 7
- SL 50 AMG - V8 5 L - 347 ch - 0 à 100 km/h : ??s - Vmax : 250 km/h * - BVA 5
- SL 60 AMG - V8 6 L - 381 ch - 0 à 100 km/h : 5,6 s - Vmax : 250 km/h * - BVA 5
- SL 73 AMG (1999, 85 exemplaires) - V12 7,3 L - 525 ch - 0 à 100 km/h : 4,8 s - Vmax : 300 km/h* - BVA 5
- SL 55 AMG - V8 5,4 L Kompressor - 517 ch - 0 à 100 km/h : 4,5 s - Vmax : 250 km/h * - BVA 5
- SL 63 AMG Edition IWC (200 exemplaires) - V8 6,2 L - 525 ch - 0 à 100 km/h : 4,6 s - Vmax : 300 km/h* - BVA 7
- SL 63 AMG (2008) - V8 6,2 L - 525 ch - 0 à 100 km/h : 4,6 s - Vmax : 250 km/h* - BVA 7
  - SL 63 AMG World Championship 2014 (2014, 19 exemplaires Lewis Hamilton et 19 exemplaires Nico Rosberg) - V8 6,2 L - 585 ch - 0 à 100 km/h : 4,2 s - Vmax : 300 km/h* - BVA 7
- SL 65 AMG - V12 6 L biturbo - 630 ch - 0 à 100 km/h : 4,2 s - Vmax : 250 km/h * - BVA 5
- ML 55 AMG - V8 5,4 L - 347 ch - 0 à 100 km/h : 6,9s - Vmax : 230 km/h - BVA 5
- ML 63 AMG (2005) - V8 6,2 L - 510 ch - 0 à 100 km/h : 5 s - Vmax : 250 km/h * - BVA 7
- ML 63 AMG 10th Anniversary - V8 6,2 L - 510 ch - 0 à 100 km/h : 5 s - Vmax : 250 km/h * - BVA 7
- G 36 AMG (1993) - 6 cylindres en ligne 3,6 L - 280 ch - 0 à 100 km/h : ?? s - Vmax : 190 km/h * - BVA 4[12]
- G 55 AMG - V8 5,4 L - 349 ch - 0 à 100 km/h : 7.4s - Vmax : 210 km/h - BVA 5[13]
- G 63 AMG (2003) - V12 6,3 L - 388 ch
- G 55 AMG (2008) - V8 5,4 L Kompressor - 507 ch - 0 à 100 km/h : 5,5 s - Vmax : 210 km/h* - BVA 5
- GLA 45 AMG (2014) - 4-cylindres en ligne 2 L turbo - 360 ch - 0 à 100 km/h : 4,8 s - Vmax : 250 km/h* - BVA 7
  - GLA 45 AMG Edition 1
- S 55 AMG - V8 5,4 L - 360 ch - 0 à 100 km/h : 5,7 s - Vmax : 250 km/h * - BVA 5
- S 63 AMG - V12 6,3 L - 444 ch - 0 à 100 km/h : ??s - Vmax : 250 km/h * - BVA 5
- S 55 AMG - V8 5,4 L Kompressor - 493 ch - 0 à 100 km/h : 4,8 s - Vmax : 250 km/h * - BVA 5
- S 63 AMG - V8 6,2 L - 525 ch - 0 à 100 km/h : 4,6 s - Vmax : 250 km/h * - BVA 7
- CL 55 AMG - V8 5,4 L - 360 ch - 0 à 100 km/h : 5,7 s - Vmax : 250 km/h * - BVA 5
  - CL 55 AMG F1 Limited Edition (55 exemplaires) - V8 5,5 L - 360 ch - 0 à 100 km/h : 5,7 s - Vmax : 250 km/h * - BVA 5
- CL 63 AMG (a la carte 26 exemplaires) - V12 6,3 L - 444 ch - 0 à 100 km/h : ??s - Vmax : 250 km/h * - BVA 5
- CL 55 AMG - V8 5,4 L Kompressor - 517 ch - 0 à 100 km/h : ??s - Vmax : 250 km/h * - BVA 5
- CL 63 AMG - V8 6,2 L - 525 ch - 0 à 100 km/h : 4,6 s - Vmax : 250 km/h * - BVA 7
- CL 65 AMG 40th Anniversary (2007, 40 exemplaires) - V12 6 L biturbo - 612 ch - 0 à 100 km/h : 4,4 s - Vmax : 250 km/h * - BVA 5
- R 63 AMG - V8 6,2 L - 510 ch - 0 à 100 km/h : 5 s - Vmax : 250 km/h * - BVA 7
- SLS AMG (2009 : Coupé ; 2011 : Roadster) - V8 6,2 L - 571 ch - 0 à 100 km/h : 3,8 s - Vmax : 317 km/h* - BVA 7
  - SLS AMG GT (2012 : Coupé et Roadster) - V8 6,2 L - 591 ch - 0 à 100 km/h : 3,7 s - Vmax : 320 km/h* - BVA 7
  - SLS AMG Electric Drive (2012 : Coupé) - 4 moteurs électriques - 751 ch - 0 à 100 km/h : 3,9 s - Vmax : ??km/h* - 250 km d'autonomie
  - SLS AMG GT Final Edition (2014 : Coupé et Roadster, 350 exemplaires) - V8 6,2 L - 591 ch - 0 à 100 km/h : 3,7 s - Vmax : 320 km/h* - BVA 7

### Modèles passés conçus par HWA AG
- A 38 AMG (5 exemplaires) - 2 quatre-cylindres 1,9 L - 250 ch - 0 à 100 km/h : 5,7 s - Vmax : ??km/h - BVA 5
- A 32 K (1 exemplaire) - V6 Kompressor 3,2 L - 354 ch - 0 à 100 km/h : 5,1 s - Vmax : 250 km/h* - BVA 5
- CLK GTR Coupé (22 exemplaires)  - V12 6,9 L - 612 ch - 0 à 100 km/h : 3,8 s - Vmax : 320 km/h* - BVM 6
- CLK GTR Coupé SuperSport (2 exemplaires) - V12 7,3 L - 720 ch - 0 à 100 km/h : 3,1 s - Vmax : 370 km/h - BVM 6
- CLK GTR Roadster (5 exemplaires) - V12 6,9 L - 612 ch - 0 à 100 km/h : 3,8 s - Vmax : 320 km/h* - BVM 6

## Nota Bene
* vitesse maximum limitée par bridage électronique (déconnectable sur demande, à la commande ou en atelier).

** vitesse maximum limitée par bridage électronique avec le pack Driver AMG.

## Autres
AMG produit aussi les moteurs des Mercedes-Benz SLR McLaren ; de plus, ses moteurs se retrouvent dans d'autres automobiles, comme la Pagani Zonda, les Maybach 57 et 62 S ou encore la Vantage V8.

### Autres modèles non Mercedes-Benz
- Mitsubishi Galant AMG - L4 2,0 L - 168 ch (170 PS / 125 kW) à 6 750 tr/min[14].